# V399 Carinae
V399 Carinae eller HD 90772, är en ensam stjärna i norra delen av stjärnbilden Kölen. Den har en högsta skenbar magnitud av ca 4,63 och är synlig för blotta ögat där ljusföroreningar ej förekommer. Baserat på parallaxmätning inom Hipparcosuppdraget på ca 0,06 mas, beräknas den befinna sig på ett avstånd på ca 2 300 parsek från solen. Den rör sig närmare solen med en heliocentrisk radialhastighet på ca –0,5 km/s.
V399 Carinae är belägen bland stjärnorna i den öppna stjärnhopen IC 2581 och den överlägset ljusstarkaste medlemmen i hopen. Stjärnan ligger ca 7 500 ljusår från jorden förutsatt att den ingår i IC 2581, vilket ges en sannolikhet på 62,9 procent.

## Egenskaper
V399 Carinae är en vit ljusstark superjättestjärna i huvudserien av spektralklass A5 Iae eller F0 Ia vars spektrum beskrivs ha ett icke-fotosfäriskt kontinuum och kiselabsorptionslinjer, vilket tyder på hög massförlust. Den har ca 305 000 gånger solens utstrålning av energi från dess fotosfär vid en effektiv temperatur av ca 8 000 K.
År 2022 genomförde TESS en sökning efter substellära följeslagare runt Delta Scuti-variabler och hittade ett objekt vid V399 Carinae. Objektet har en massa på ca 100 jupitermassor och en omloppsperiod på ca 700 dygn.

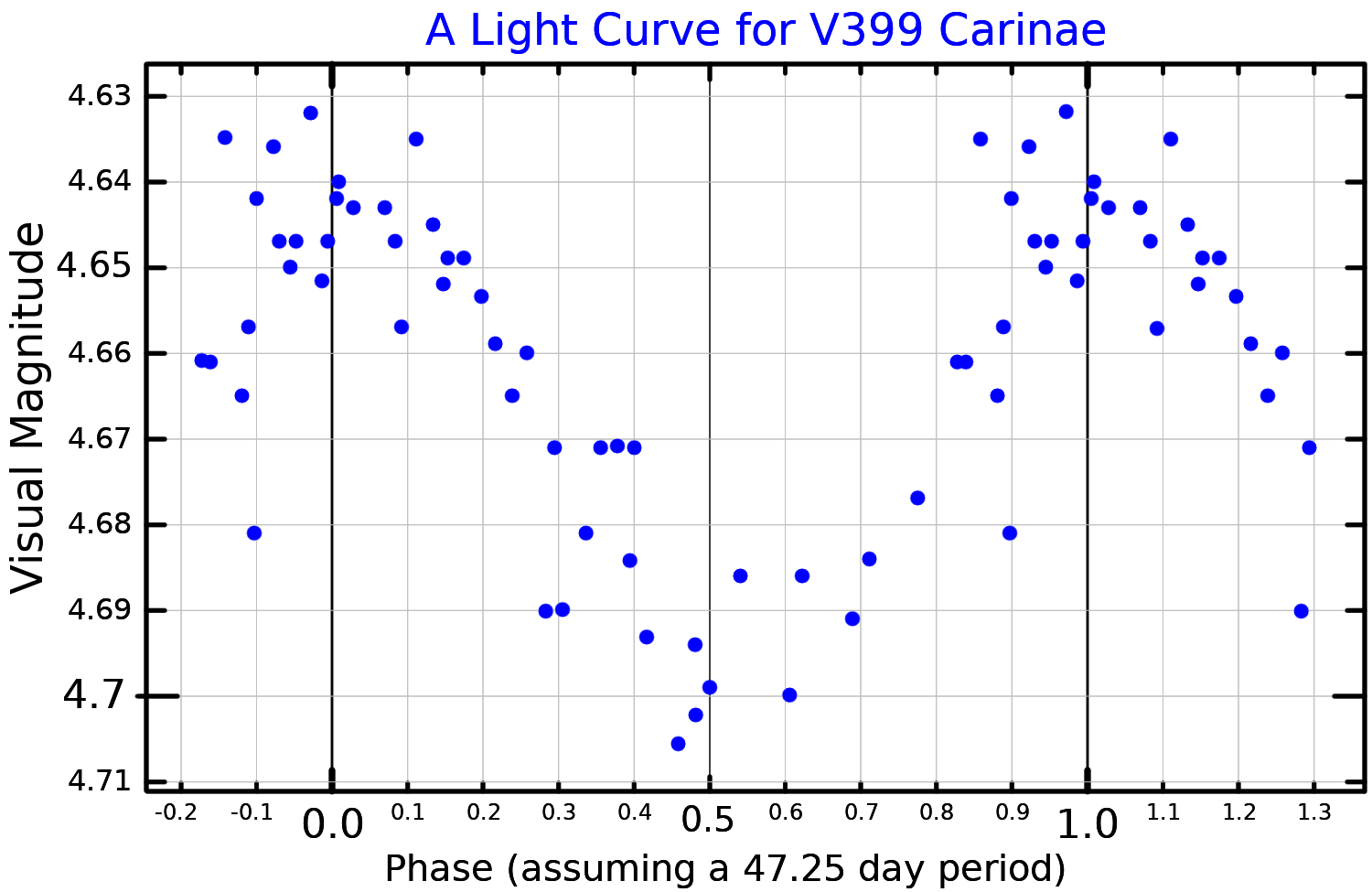
Ljuskurva för V399 Carinae, plottad från data av Berdnikov och Turner (1997).

## Variation
V399 Carinae har länge misstänkts vara variabel. En studie från 1981 av gula superjättar passar observationer till en Cepheid-liknande ljuskurva med en period av 58,8 dygn, även om ljusstyrkan och spektraltypen inte placerar stjärnan nära Cepheidens. Den listades i General Catalogue of Variable Stars som en möjlig Delta Cephei-variabel. Ytterligare observationer förfinade perioden till 47,25 dygn. Hipparcoskatalogen klassificerade V399 Carinae som en halvregelbunden variabel med en period på 88 dygn och en medelamplitud på endast 0,04 magnitud. En automatiserad klassificering från Hipparos fotometri föreslog att det är en Alfa Cygni-variabel. Den observerade ljusstyrkan varierar från magnitud +4,63 till +4,72.